# 고창북중학교
고창북중학교(高敞北中學校)는 대한민국 전북특별자치도 고창군 부안면 상등리에 있는 사립 중학교이다.

## 학교 연혁
- 1947년 12월 15일 : 부안중학원 설립
- 1953년 12월 30일 : 흥민원예기술학교 설립인가
- 1961년 12월 30일 : 고창북중학교 설립 인가(6학급)
- 1988년 3월 9일 : 학교법인 중앙학원 초대 이강수 이사장 취임
- 2009년 9월 1일 : 자율학교 지정
- 2011년 4월 26일 : 교육과학기술부 농어촌전원학교 선정
- 2012년 7월 1일 : 학교법인 중앙학원 김미숙 이사장 취임
- 2012년 11월 1일 : 혁신씨앗학교(2012, 2013학년도) 지정
- 2023년 10월 10일 : 전북미래학교 선정(교육과정운영기간 2024.~2026.)
- 2024년 2월 2일 : 2023학년도 졸업장 수여식(고창북중학교 제62회 50명, 총 8,098명)
- 2024년 3월 1일 : 제25대 정용운 교장 취임
- 2024년 3월 4일 : 2024학년도 1학년 72명 입학

## 참고 자료
- 고창북중학교 - 한국교육학술정보원 학교알리미